# Simon le Breton
Pour les articles homonymes, voir le Breton.
Simon le Breton, aussi Symon, Simonet (né vers 1420 et décédé en 1473) est un compositeur de l'école bourguignonne (c'est-à-dire de la première génération de l'école franco-flamande). 

## Vie et Œuvre
Il fut chanteur à la chapelle de la cour bourguignonne pendant plus de trente ans. Lors de son départ de la cour, en mai 1464, le compositeur bourguignon d’origine anglaise Robert Morton aurait harmonisé la célèbre chanson L'Homme armé en guise de cadeau d’adieu ; il s’agirait de la plus ancienne harmonisation d’une chanson également utilisée comme cantus firmus dans les messes de différents autres compositeurs. Cette composition est conçue comme un quodlibet où sont employés les textes Il sera pour vous/L'Homme armé. 
Simon devint alors membre de la confrérie de l’église Saint-Jacques-sur-Coudenberg de Bruxelles et chanoine de la cathédrale de Cambrai. C’est dans la dernière qu’il fut enterré, un an avant Guillaume Dufay, dans la chapelle Saint-Étienne. 
Vie sach oit, une chanson néerlandaise à trois voix, est attribuée à Simonet, qui serait peut-être Simon le Breton. Cette chanson figure dans un manuscrit florentin, datant d'environ 1475 – 1480. Le rondeau Nul ne s’y frotte est attribué à un Magister Symon, peut-être Simon le Breton. 
Il se peut que Simon le Breton soit aussi l'auteur des Cent nouvelles nouvelles.

## Ressources

### Sources, notes et références
- Jan Willem Bonda, De meerstemmige Nederlandse liederen van de vijftiende en zestiende eeuw (les chansons polyphoniques néerlandaises des XVe et XVIe siècles), Hilversum, Verloren, 1996  (ISBN 90-6550-545-8).
- The New Grove Dictionary of Music and Musicians, Londres, 2001.